# Pescara Calcio 2002-2003
Questa pagina raccoglie le informazioni riguardanti il Pescara Calcio nelle competizioni ufficiali della stagione 2002-2003.

## Stagione
Nella stagione 2002-2003 il Pescara disputa il girone B del campionato di Serie C1, allenato da Ivo Iaconi, vi raccoglie 66 punti ufficiali, che valgono il secondo posto della classifica, alle spalle dell'Avellino primo con gli stessi punti degli abruzzesi, ma con gli scontri diretti a vantaggio degli irpini, che si sono imposti nelle due gare di campionato. Va detto che sul campo anche il Pescara ha ottenuto 69 punti, ma 3 punti gli sono stati tolti a campionato concluso, relativi alla gara del 19 aprile 2003, vinta (1-0) contro il Paternò, ma data persa al Pescara dal Giudice Sportivo. Il Pescara è comunque salito in Serie B vincendo i Play-off, nei quali ha superato in semifinale la Sambenedettese, ed in finale il Martina. Al termine del girone di andata il Pescara è primo con 34 punti con un punto di vantaggio sull'Avellino, poi nel girone di ritorno, gli irpini hanno fatto meglio degli abruzzesi. I biancoazzurri hanno anche partecipato alla Coppa Italia Tim Cup inseriti nel gruppo 5, vinto dall'Ancona. Poi partecipano anche alla Coppa Italia di Serie C partendo dai sedicesimi di finale, ma vengono subito estromessi perdendo il doppio confronto nel derby regionale con L'Aquila. Il ligure Andrea Cecchini è stato il miglior realizzatore pescarese di stagione firmando 23 reti, delle quali 19 in campionato, 3 nei Play-off ed una in Coppa Italia.

## Rosa
| N. |                   | Ruolo | Calciatore             |
| -- | ----------------- | ----- | ---------------------- |
|    | Italia (bandiera) | D     | Giuseppe Antonaccio    |
|    | Italia (bandiera) | C     | Pasquale Apa           |
|    | Italia (bandiera) | P     | Sebastiano Luca Aprile |
|    | Italia (bandiera) | C     | Stefano Bellè          |
|    | Italia (bandiera) | A     | Cristian Biancone      |
|    | Italia (bandiera) | C     | Luca Bonfanti          |
|    | Italia (bandiera) | A     | Emanuele Calaiò        |
|    | Italia (bandiera) | A     | Andrea Cecchini        |
|    | Italia (bandiera) | C     | Daniele Croce          |
|    | Italia (bandiera) | C     | Guido Di Fabio         |
|    | Italia (bandiera) | A     | Simone Felci           |
|    | Italia (bandiera) | A     | Federico Giampaolo     |
|    | Italia (bandiera) | A     | Mario Lemme            |
|    | Italia (bandiera) | D     | Gaetano Lo Nero        |

| N. |                   | Ruolo | Calciatore             |
| -- | ----------------- | ----- | ---------------------- |
|    | Italia (bandiera) | C     | Tiziano Maggiolini     |
|    | Italia (bandiera) | C     | Igor Giovanni Marziano |
|    | Italia (bandiera) | A     | Antonio Mastracchio    |
|    | Italia (bandiera) | D     | Vittorio Micolucci     |
|    | Italia (bandiera) | C     | Luca Minopoli          |
|    | Italia (bandiera) | D     | Rudy Nicoletto         |
|    | Italia (bandiera) | C     | Ottavio Palladini      |
|    | Italia (bandiera) | C     | Massimo Perra          |
|    | Italia (bandiera) | D     | Dario Rossi            |
|    | Italia (bandiera) | P     | Saul Santarelli        |
|    | Italia (bandiera) | D     | Alessandro Sbrizzo     |
|    | Italia (bandiera) | C     | Daniele Scartozzi      |
|    | Italia (bandiera) | D     | Gianluca Zanetti       |

## Risultati

### Serie C1

#### Girone di andata
| Arbitro: | Ioseffi (Siena) |

|                                   |           |                |
| Di Fabio 20’ Minopoli 72’ Apa 86’ | Marcatori | 52’ Martinetti |

| Giulianova 8 settembre 2002 2ª giornata | Giulianova          | 0 – 0 | Pescara | Stadio Rubens Fadini (4658 spett.)\| Arbitro: \| Carlucci (Molfetta) \| |
| Arbitro:                                | Carlucci (Molfetta) |       |         |                                                                         |

| Arbitro: | M. Mazzoleni (Bergamo) |

|  |           |              |
|  | Marcatori | 39’ S. Bellè |

| Arbitro: | Zambon (Padova) |

|                                                     |           |                           |
| Cecchini 28’ (rig.) Lemme 75’ Castelli 90+3’ (aut.) | Marcatori | 4’ Morante 35’, 42’ Motta |

| Arbitro: | Banti (Livorno) |

|  |           |               |
|  | Marcatori | 23’ Giampaolo |

| Arbitro: | Carlucci (Molfetta) |

|           |           |  |
| Bellè 65’ | Marcatori |  |

| Arbitro: | Mariuzzo (Venezia) |

|                       |           |                                 |
| Mastronunzio 35’, 89’ | Marcatori | 38’, 65’ Cecchini 75’ Giampaolo |

| Arbitro: | Giannoccaro (Lecce) |

|                  |           |              |
| Apa 3’ Croce 88’ | Marcatori | 6’ Artistico |

| Arbitro: | M. Mazzoleni (Bergamo) |

|              |           |         |
| Zattarin 81’ | Marcatori | 60’ Apa |

| Arbitro: | Romeo (Verona) |

|                      |           |  |
| Cecchini 44’ Apa 75’ | Marcatori |  |

| Arbitro: | Liberti (Genova) |

|            |           |  |
| Molino 72’ | Marcatori |  |

| Arbitro: | Sacco (Civitavecchia) |

|               |           |                              |
| Micolucci 66’ | Marcatori | 3’ (aut.) Zanetti 81’ Fasano |

| Arbitro: | Cenni (Imola) |

|               |           |  |
| Giampaolo 18’ | Marcatori |  |

| Arbitro: | Pantana (Macerata) |

|                               |           |                                |
| Manca 8’, 18’ F. Esposito 55’ | Marcatori | 21’, 69’ Cecchini 53’ Biancone |

| Arbitro: | Banti (Livorno) |

|                               |           |                                   |
| Cecchini 27’, 38’ Sbrizzo 44’ | Marcatori | 37’ (aut.) Marziano 51’ Pittilino |

| Arbitro: | Rocchi (Firenze) |

|                |           |  |
| M. Baldini 62’ | Marcatori |  |

| Arbitro: | Tagliavento (Terni) |

|              |           |  |
| Cecchini 50’ | Marcatori |  |

#### Girone di ritorno
| Arbitro: | Giannoccaro (Lecce) |

|                     |           |                       |
| Martinetti 44’, 87’ | Marcatori | 4’ Bellè 30’ Marziano |

| Arbitro: | Brunialti (Trento) |

|                          |           |              |
| Cecchini 1’ Biancone 44’ | Marcatori | 85’ Califano |

| Pescara 19 gennaio 2003 20ª giornata | Pescara                  | 0 – 0 | Sambenedettese | Stadio Adriatico (9700 spett.)\| Arbitro: \| P.S. Mazzoleni (Bergamo) \| |
| Arbitro:                             | P.S. Mazzoleni (Bergamo) |       |                |                                                                          |

| Arbitro: | Carlucci (Molfetta) |

|           |           |              |
| Motta 66’ | Marcatori | 55’ Biancone |

| Arbitro: | Cenni (Imola) |

|                                |           |  |
| Cecchini 6’, 61’ Palladini 74’ | Marcatori |  |

| Arbitro: | Romeo (Verona) |

|                         |           |                                                    |
| Redavid 46’ Vidallé 79’ | Marcatori | 24’ Cecchini 55’ Giampaolo 58’ Palladini 90’ Bellè |

| Arbitro: | Marelli (Como) |

|                                    |           |                  |
| Cecchini 19’ Giampaolo 23’ Apa 77’ | Marcatori | 38’ De Silvestro |

| Arbitro: | Carlucci (Molfetta) |

|               |           |                 |
| Artistico 37’ | Marcatori | 13’ L. Bonfanti |

| Arbitro: | Tagliavento (Terni) |

|              |           |               |
| Cecchini 25’ | Marcatori | 72’ Cherubini |

| Arbitro: | Rocchi (Firenze) |

|                    |           |  |
| Ferreira Pinto 53’ | Marcatori |  |

| Arbitro: | M. Mazzoleni (Bergamo) |

|               |           |                          |
| Giampaolo 86’ | Marcatori | 5’ Molino 44’ Biancolino |

| Arbitro: | Zambon (Padova) |

|                                |           |                                                           |
| Fadda 13’ Frau 57’ Panetto 81’ | Marcatori | 11’, 35’ (rig.), 68’ Giampaolo 50’ Cecchini 72’ Palladini |

| Arbitro: | Mariuzzo (Venezia) |

|  |           |                                              |
|  | Marcatori | 20’ (aut.) Filippi 43’ Apa 56’, 66’ Biancone |

| Arbitro: | Pantana (Macerata) |

|              |           |  |
| Calaiò 90+4’ | Marcatori |  |

| Arbitro: | Stefanini (Prato) |

|              |           |                                |
| Di Nardo 83’ | Marcatori | 61’, 70’ Bellè 73’ L. Bonfanti |

| Arbitro: | Velotto (Grosseto) |

|                                     |           |                      |
| Apa 18’ Cecchini 44’, 75’ Bellè 63’ | Marcatori | 41’ Terra 76’ Caputo |

| Arbitro: | Giannoccaro (Lecce) |

|             |           |                                    |
| Cazzola 89’ | Marcatori | 26’ Palladini 60’ Apa 87’ Cecchini |

### Play off

#### Semifiniali
| Arbitro: | Carlucci (Molfetta) |

|               |           |  |
| Teodorani 46’ | Marcatori |  |

| Arbitro: | Giannoccaro (Lecce) |

|                   |           |  |
| Cecchini 10’, 72’ | Marcatori |  |

#### Finali
| Martina Franca 8 giugno 2003 Andata | Martina          | 0 – 0 | Pescara | Stadio Giuseppe Domenico Tursi (4200 spett.)\| Arbitro: \| Marelli (Trento) \| |
| Arbitro:                            | Marelli (Trento) |       |         |                                                                                |

| Arbitro: | Tagliavento (Terni) |

|                                   |           |  |
| Palladini 48’ Cecchini 57’ (rig.) | Marcatori |  |

### Coppa Italia

#### Fase a gironi
| Arbitro: | Rizzoli (Bologna) |

|              |           |               |
| Cecchini 87’ | Marcatori | 65’ Chevantón |

| Arbitro: | Paparesta (Bari) |

|              |           |  |
| Speranza 52’ | Marcatori |  |

| Arbitro: | Gabriele (Frosinone) |

|  |           |                |
|  | Marcatori | 86’ Montervino |

### Coppa Italia di Serie C

#### Sedicesimi di finale
| Arbitro: | Saveri (Viterbo) |

|              |           |                             |
| Chiavaro 14’ | Marcatori | 5’ Mastracchio 62’ Biancone |

| Arbitro: | Torella (Roma) |

|               |           |                                        |
| Scartozzi 62’ | Marcatori | 32’, 53’ (rig.), 83’ D. Russo 58’ Cini |